# جينات عائلة ميرو (رواية)
جينات عائلة ميرو، رواية صدرت في 2017
للكاتب علي أحمد الرفاعي، روائي ومترجم سوداني من مواليد 9 أغسطس 1948.توجت الرواية بجائزة كتارا للرواية العربية عن فئة الروايات غير المنشورة 2016.

## ملخص الرواية
"جينات عائلة ميرو" هي رواية للكاتب السوداني علي الرفاعي، تدور أحداثها في نيجيريا في السبعينات. تبدأ الرواية في عام 1978 وتستمر لثلاثين سنة، متداخلة بين عوالم الجن والإنس.
البطل الرئيس، الملقب بـ "البانسلين"، يسعى للعمل كمدرس في نيجيريا ويجد نفسه متورطًا في أحداث غامضة بعد لقاءه بفتاتين تحملان جينات عائلة ميرو، قائدة الجن في نيجيريا. ينغمس "البانسلين" وصديقه مجذوب الخير في عالم الجن، حيث يتعلمون عن تفاصيله ومشاكله.
القصة تأخذنا في رحلة مشوقة تكشف عن تداخل بين الواقع والخيال، حيث يقع الصديقان في تجارب مذهلة مع الجن ويتعلمون أكثر عن هذا العالم الغامض. الرفاعي يرسم صورة لنيجيريا المليئة بالتنوع والخفايا السحرية.
مع قلب الرواية الذي يركز على التفاعل بين البشر والجن، تقدم "جينات عائلة ميرو" رؤية جديدة ومبتكرة للرواية السودانية، وتجذب القارئ بتشويقها وأحداثها المعقدة.

## جوائز
توجت الرواية بجائزة كتارا للرواية العربية في فئة "الروايات غير المنشورة" 2016.